# C. Y. Lee
C. Y. Lee es un arquitecto taiwanés nacido en Guangdong, República de China. Se licenció en la Universidad Nacional Cheng Kung (Tainan) y obtuvo su maestría en la Universidad de Princeton en los Estados Unidos. Dirigió el diseño de Taipei 101, el rascacielos más alto del mundo en el momento de su finalización, en 2004.

## Diseños principales
- Taiwán
  - Edificio Hung Kuo, Taipéi, 1989.

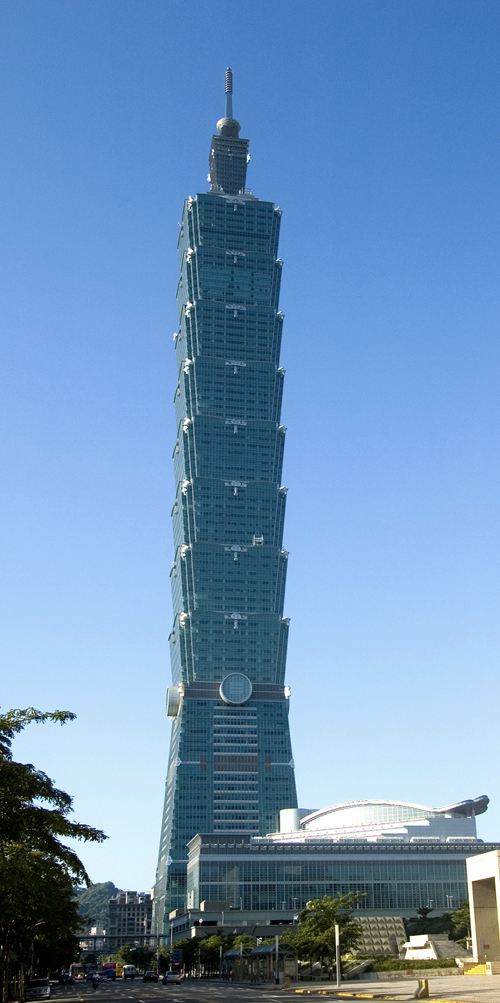
Taipei 101 es la obra más famosa diseñada por C.Y. Lee.

  - Grand 50 Tower, Kaohsiung, el edificio más alto de Taiwán de 1992 a 1993.
  - Far Eastern Plaza I y II, Taipéi, 1994.
  - Tuntex Sky Tower, Kaohsiung, el edificio más alto de Taiwán de 1997 a 2004.
  - Grand Formosa, Taichung, 1997.
  - Nuevo círculo de Chien-Cheng, Taipéi, 2003.
  - Taipei 101, Taipéi, el edificio más alto de Taiwán desde 2004 y el rascacielos más alto del mundo de 2004 a 2010.
  - Centro financiero Farglory, Taipéi, 2012.
  - Farglory THE ONE, Kaohsiung, 2020.
- China
  - Centro de Correos y Telecomunicaciones, Tianjin, 1998.
  - Centro de Comercio Internacional de Yuda, Zhengzhou, 1999.
  - Mansión Fangyuan, Shenyang, 2001.
  - Jinsha Plaza, Shenyang, 2001.
  - Estupa Puxian de diez caras en Jinding, Monte Emei, 2006
  - Pangu 7 Star Hotel, Pekín, 2008